# Петар Јелић (музичар)
Петар Јелић рођен је 29. јуна 1973. године у Београду, у породици чије се име изједначава са појавом и развојем рокенрола код нас. Упоредо са класичним музичким образовањем, као тинејџер оснива бенд “Либертес”, а са 19 година  постаје члан YU групе са којом издаје три албума: “Рим” 1994, “Дуго знамо се” 2005, “Ливе” 2007. Соло каријеру започиње албумом “Видиш ли ти што и ја” 2003. године. Свирао је, аранжирао и продуцирао бројне албуме и сарађивао са готово свим домаћим музичарима. Године 2007. отвара Центар за музичко образовање “Културно склониште” са жељом да рокенрол културу, кроз сопствено искуство и искуство својих сарадника, пренесе на млађу генерацију. Оснива групу “Ракила” 2014. године са којом издаје три сингла са песмама “Покрени се”, “Лет” и “Живот ме носи”.
Петар је ожењен виолончелисткињом Александром Берчек. Петар и Александра венчали су 2010. године у Ванкуверу, а живе у Новом Саду, одакле је Јелићева супруга. У фебруару 2016. добили су сина Вука. Александра има електрични гудачки квартет “Студио Алектик”, док је са супругом основала школу музике “Културно склониште” .